# Unión Romaní Española
La Unión Romaní es una organización no gubernamental dedicada a la defensa y desarrollo social y cultural de la comunidad gitana en España. Fundada en 1986 y disuelta en 2022, fue presidida desde dicha fecha por Juan de Dios Ramírez Heredia.

## Ámbito de trabajo
Tiene como ámbito de trabajo el territorio español y participa con la Unión Romaní Internacional en las actividades que persiguen el reconocimiento de la cultura del pueblo gitano como un valor de la cultura universal.

## Estructura
Se estructura como una federación de asociaciones gitanas de toda España. La Asamblea General, que reúne a los delegados de las asociaciones gitanas asociadas a la Unión Romaní cada 3 años, elige la Junta Directiva y Comité Nacional.

## Objetivos
Entre las finalidades de Unión Romaní España están la promoción cultural y social del pueblo gitano, la eliminación de cualquier forma de racismo o marginación, la protección a otras asociaciones romaníes y el fomento de las relaciones internacionales por medio de estas, además de otras, como son el estudio y conservación de la cultura gitana, la lengua y las costumbres.
Para conseguir esos objetivos, Unión Romaní desarrolla programas específicos para la lucha contra el analfabetismo promoviendo la escolarización de los jóvenes y el aprendizaje de las personas adultas, así como la formación de los dirigentes gitanos. Otras acciones están encaminadas hacia la protección del romanò-kalò (lengua gitana en España), a través del plurilingüísmo y el fomento de la interculturalidad, la protección de los derechos de los vendedores ambulantes por medio de asociaciones como Aproideg, el desarrollo de la investigación y la divulgación antirracista desde el centro romanó europeo, CREA y el Centro de Estudios Gitanos (CEG), así como la inserción sociolaboral de la mujer gitana, entre otras actividades.